# Vomo (merk)
Vomo is een Duits historisch merk van motorfietsen.
De bedrijfsnaam was: Eugen Seeger, Vomo motorräder, München.
Eugen Seeger begon in 1922, helemaal aan het begin van de Duitse "motorboom" van de jaren twintig, motorfietsen te produceren. In het Duitsland van na de Eerste Wereldoorlog was vraag naar goedkope motorfietsen, maar de 1- en 1¾pk-motoren die hij in verstevigde fietsframes bouwde doen zelfs voor die tijd ouderwets aan. In 1923 ontstonden honderden kleine Duitse merken, die ook een beperkte overlevingskans hadden, maar die veelal gebruikmaakten van moderne inbouwmotoren van grote fabrieken. Mogelijk was dat de reden dat Seeger al in datzelfde jaar de productie van motorfietsen staakte.